# Poysippi (Wisconsin)
Poysippi es un pueblo ubicado en el condado de Waushara en el estado estadounidense de Wisconsin. En el Censo de 2020 tenía una población de 379 habitantes y una densidad poblacional de 4,07 personas por km².

## Geografía
Poysippi se encuentra ubicado en las coordenadas 44°6′23″N 88°56′58″O / 44.10639, -88.94944. Según la Oficina del Censo de los Estados Unidos, Poysippi tiene una superficie total de 93.04 km², de la cual 83.75 km² corresponden a tierra firme y (9.99%) 9.29 km² es agua.

## Demografía
Según el censo de 2010, había 931 personas residiendo en Poysippi. La densidad de población era de 10,01 hab./km². De los 931 habitantes, Poysippi estaba compuesto por el 97.96% blancos, el 0.21% eran afroamericanos, el 0.43% eran amerindios, el 0% eran asiáticos, el 0% eran isleños del Pacífico, el 0.97% eran de otras razas y el 0.43% pertenecían a dos o más razas. Del total de la población el 2.58% eran hispanos o latinos de cualquier raza.